# Football Alliance (1890/1891)
Sezon 1890/1891 był drugim w historii rozgrywek piłkarskich Football Alliance, które rozpoczęły się w roku 1889. 
Spośród dwunastu zespołów uczestniczących w rozgrywkach, jedenaście klubów wystąpiło w pierwszej edycji ligi. Drużynę Long Eaton Rangers, która została wykluczona z Football Alliance i przystąpiła do Midland Football League, zastąpił zespół Stoke, który w poprzednich rozgrywkach został wykluczony z bardziej renomowanych rozgrywek The Football League. Jak się później okazało, drużyna Stoke została mistrzem rozgrywek.
Po zakończeniu poprzedniego sezonu, żadnemu z klubów występujących w Football Alliance nie udało się wypromować do The Football League (ich wnioski o przyjęcie przepadły w głosowaniu). Tym razem, dzięki planowemu rozszerzeniu The Football League z 12 do 14 klubów, udało się to dwóm klubom: Stoke (które tym samym powróciło do The Football League po jednym roku przerwy), a także Darwen. 
Niespodzianką rozgrywek było ostatnie miejsce drużyny The Wednesday, która wcześniej była mistrzem pierwszej edycji Football Alliance.

## Tabela końcowa
| Poz. | Klub                   | M  | Z  | R | P  | Bramki | Pkt |
| ---- | ---------------------- | -- | -- | - | -- | ------ | --- |
| 1    | Stoke                  | 22 | 13 | 7 | 2  | 57-39  | 33  |
| 2    | Sunderland Albion      | 22 | 12 | 6 | 4  | 69-28  | 30  |
| 3    | Grimsby Town           | 22 | 11 | 5 | 6  | 43-27  | 27  |
| 4    | Birmingham St George's | 22 | 12 | 2 | 8  | 64-62  | 26  |
| 5    | Nottingham Forest      | 22 | 9  | 7 | 6  | 66-39  | 25  |
| 6    | Darwen                 | 22 | 10 | 3 | 9  | 64-59  | 23  |
| 7    | Walsall Town Swifts    | 22 | 9  | 3 | 10 | 34-61  | 21  |
| 8    | Crewe Alexandra        | 22 | 8  | 4 | 10 | 59-67  | 20  |
| 9    | Newton Heath           | 22 | 7  | 3 | 12 | 37-55  | 17  |
| 10   | Small Heath            | 22 | 7  | 2 | 13 | 58-66  | 16  |
| 11   | Bootle                 | 22 | 3  | 7 | 12 | 40-61  | 13  |
| 12   | The Wednesday          | 22 | 4  | 5 | 13 | 39-66  | 13  |